# Push the Limits
«Push the Limits» es el segundo sencillo publicado por Enigma de su álbum The Screen Behind the Mirror. Solo llegó al n.º 96 en Alemania y al n.º 76 en el Reino Unido.
En la canción aparece susurrando la cantante alemana Sandra, que era entonces esposa de Michael Cretu, creador del proyecto musical Enigma. 
Fue grabada en los A.R.T. Studios de la casa de Michael Cretu en la isla de Ibiza, y publicada cinco meses después del último sencillo «Gravity of Love». La portada del sencillo es similar a la de la portada del álbum The Screen Behind the Mirror, de donde proviene el tema. Aparte de los cinco formatos en que fue editada la canción para su venta comercial, también se publicó, solo como edición promocional, el CD con el tema «Push the Limits» en las versiones de ATB remix (8:30 minutos) y Album version (6:25 minutos).

## Listado

### «Push the Limits»
- CD sencillo

1. Radio Edit — 3:54
2. ATB Radio Remix — 3:35

- CD maxi sencillo

1. Radio Edit — 3:54
2. ATB Radio Remix — 3:35
3. ATB Remix — 8:30

- CD maxi sencillo

1. Radio Edit  — 3:54
2. ATB Remix — 8:30
3. Album Version — 6:25
4. ATB Radio Remix — 3:35

- CD maxi sencillo Enhanced

1. Radio Edit — 3:54
2. ATB Remix — 8:30
3. Album Version — 6:25
4. ATB Radio Remix — 3:35
5. Multimedia: The Video — 3:54

- Vinilo, maxi sencillo 12 pulgadas

A: ATB Remix — 8:30

B: Album Version — 6:25